# Sarlande
Sarlande är en kommun i departementet Dordogne i regionen Nouvelle-Aquitaine i sydvästra Frankrike. Kommunen ligger i kantonen Lanouaille som tillhör arrondissementet Nontron. År 2022 hade Sarlande 423 invånare.

## Befolkningsutveckling
Antalet invånare i kommunen Sarlande
Referens:INSEE